# Invertálható mátrix
A lineáris algebrában egy {\displaystyle n\times n}-es (négyzetes) {\displaystyle A} mátrix invertálható, reguláris, nemelfajuló vagy nem szinguláris, ha létezik egy olyan {\displaystyle n\times n}-es {\displaystyle B} mátrix, melyre igaz:
{\displaystyle AB=BA=I_{n}\ },
ahol {\displaystyle I_{n}} az {\displaystyle n\times n}-es egységmátrixot jelöli és a szorzás a szokásos mátrixszorzás. Ebben az esetben a {\displaystyle B}-t egyértelműen meghatározza az {\displaystyle A} mátrix, az {\displaystyle A} mátrix inverzének hívják és {\displaystyle A^{-1}}-nel jelölik . Igazolható, hogy ha az {\displaystyle A} és {\displaystyle B} négyzetes mátrixokra {\displaystyle AB=I}, akkor {\displaystyle BA=I} is teljesül.
A nem invertálható négyzetes mátrixot szingulárisnak vagy degeneráltnak nevezik, ekkor a determináns értéke nulla ({\displaystyle \det A=0}).
A mátrixban levő elemek többnyire valós, vagy komplex számok, de a definíciók gyűrű fölötti mátrixokra is működnek.
Alapszabályként kimondható, hogy majdnem minden négyzetes mátrix invertálható. A valós számtest esetében ez a következőképpen tehető precízzé: az {\displaystyle n\times n}-es szinguláris mátrixok halmaza, mint {\displaystyle \mathbb {R} ^{n\times n}} részhalmaza, nullmértékű halmaz (a Lebesgue-mérték szerint). Ez azért igaz, mert a szinguláris mátrixok a determináns, egy {\displaystyle n^{2}}-változós polinom gyökrendszerei.
Ez azt jelenti, hogy ha véletlenszerűen kiválasztunk egy valós elemű négyzetes mátrixot, annak valószínűsége, hogy a mátrix szinguláris, nulla. A gyakorlatban azonban bukkanhatunk nem invertálható mátrixokra. Numerikus módszerek használata esetén azok a mátrixok is problematikusak lehetnek, melyek invertálhatók, de közel esnek a szinguláris mátrixhoz, ezekre a mátrixokra mondják, hogy rosszul kondicionált mátrixok.
Az n×n-es invertálható mátrixok halmaza nyílt és sűrű az {\displaystyle n\times n}-es mátrixok topologikus terében. Ekvivalensen a szinguláris mátrixok halmaza zárt és sehol sem sűrű.
A mátrixinvertálás az {\displaystyle A\mapsto A^{-1}}  művelet neve.

## Nem négyzetes mátrixok
A nem négyzetes mátrixok nem invertálhatóak, de létezhet bal- vagy jobbinverzük. Ha az {\displaystyle A} {\displaystyle n\times m}-es mátrix rangja {\displaystyle m}, akkor létezik egy {\displaystyle B} mátrix, hogy {\displaystyle BA=I}. Ez a {\displaystyle B} mátrix {\displaystyle A} balinverze. Hasonlóan, ha az {\displaystyle A} {\displaystyle n\times m}-es mátrix rangja {\displaystyle n}, akkor létezik egy {\displaystyle B} mátrix, hogy {\displaystyle AB=I}. Ez a {\displaystyle B} mátrix {\displaystyle A} jobbinverze.
A Moore–Penrose-pszeudoinverz értelmezhető nem négyzetes mátrixokra és nem teljes rangú esetre is. Ennek néhány tulajdonsága megegyezik az inverz tulajdonságaival, és nem szinguláris négyzetes mátrix pszeudoinverze a mátrix inverze.

## Invertálható mátrixok tulajdonságai
Legyen {\displaystyle A} egy {\displaystyle n\times n}-es mátrix a {\displaystyle K} test felett. Ekkor a következő állítások ekvivalensek:
- {\displaystyle A} invertálható.
- {\displaystyle A} sor-ekvivalens az {\displaystyle I_{n}} {\displaystyle n\times n}-es egységmátrixhoz.
- {\displaystyle A}-nak {\displaystyle n} pivot eleme van.
- {\displaystyle A} determinánsa nem 0.
- {\displaystyle A} rangja {\displaystyle n}.
- Az {\displaystyle Ax=0} egyenletnek csak a triviális {\displaystyle x=0} megoldása van (azaz Null A = {0})
- Minden {\displaystyle b\in K^{n}}-re az {\displaystyle Ax=b} egyenletnek pontosan egy megoldása van.
- {\displaystyle A} oszlopvektorai lineárisan függetlenek.
- {\displaystyle A} oszlopvektorai kifeszítik {\displaystyle K^{n}}-t.
- {\displaystyle A} oszlopvektorai {\displaystyle K^{n}} bázisát alkotják.
- Az {\displaystyle x\mapsto Ax}  lineáris leképezés bijekció {\displaystyle K^{n}}-ről {\displaystyle K^{n}}-re.
- Van olyan {\displaystyle B} {\displaystyle n\times n}-es mátrix, amire {\displaystyle AB=I_{n}} teljesül.
- Az {\displaystyle A} mátrix {\displaystyle A^{T}} transzponáltja invertálható mátrix.
- {\displaystyle A^{T}A} invertálható mátrix.
- 0 nem sajátértéke {\displaystyle A}-nak.

Általában egy kommutatív gyűrű feletti négyzetes mátrix pontosan akkor invertálható, ha determinánsa a gyűrű egysége.
Invertálható mátrix inverze maga is invertálható és
{\displaystyle \left(A^{-1}\right)^{-1}=A}.
Egy {\displaystyle A} invertálható mátrix {\displaystyle k} nemnulla skalárral vett szorzata szintén invertálható és inverze a skalár inverzének és a mátrix inverzének szorzata:
{\displaystyle \left(kA\right)^{-1}=k^{-1}A^{-1}}.
Ha az {\displaystyle A} és {\displaystyle B} mátrixok invertálhatók, akkor {\displaystyle AB} szorzatuk is és
{\displaystyle \left(AB\right)^{-1}=B^{-1}A^{-1}}
(tehát inverzképzésnél a tényezők sorrendje fordított).
A transzponálás és az invertálás felcserélhető:
{\displaystyle (\mathbf {A} ^{\mathrm {T} })^{-1}=(\mathbf {A} ^{-1})^{\mathrm {T} }}
A mátrix inverzének determinánsa a mátrix determinánsának inverze:
{\displaystyle \det(\mathbf {A} ^{-1})=\det(\mathbf {A} )^{-1}}
Az invertálható {\displaystyle n\times n}-es mátrixok csoportot alkotnak, a GL(n) csoportot.
Ha az A mátrix inverze saját magának, akkor involúciós mátrix:
{\displaystyle \mathbf {A} =\mathbf {A} ^{-1}} és {\displaystyle \mathbf {A} ^{2}=\mathbf {I} }

## Hosszabb szorzat inverze
Legyen {\displaystyle A_{1},A_{2},\dots ,A_{n}} test feletti reguláris mátrix. Ekkor
{\displaystyle (\mathbf {A} _{1}\mathbf {A} _{2}\cdots \mathbf {A} _{n})^{-1}=\mathbf {A} _{n}^{-1}\mathbf {A} _{n-1}^{-1}\cdots \mathbf {A} _{1}^{-1}}
Ez a szabály teljes indukcióval bizonyítható.
Két tényezőre
{\displaystyle \left(AC\right)^{-1}=C^{-1}A^{-1}}
Legyen a {\displaystyle B} mátrix a szorzat inverze. Ekkor
{\displaystyle (\mathbf {A} _{1}\mathbf {A} _{2}\cdots \mathbf {A} _{n})\mathbf {B} =\mathbf {I} }.
{\displaystyle A_{1}} inverzével balról szorozva
{\displaystyle \mathbf {A} _{1}^{-1}(\mathbf {A} _{1}\mathbf {A} _{2}\cdots \mathbf {A} _{n})\mathbf {B} =\mathbf {A} _{1}^{-1}\mathbf {I} }
egyszerűsítve
{\displaystyle (\mathbf {A} _{2}\mathbf {A} _{3}\cdots \mathbf {A} _{n})\mathbf {B} =\mathbf {A} _{1}^{-1}\mathbf {I} }
Így az egyenlet bal oldalán egy tényezővel rövidebb szorzat marad. Az indukciós feltevés szerint
{\displaystyle (\mathbf {A} _{2}\mathbf {A} _{3}\cdots \mathbf {A} _{n})^{-1}=\mathbf {A} _{n}^{-1}\mathbf {A} _{n-1}^{-1}\cdots \mathbf {A} _{2}^{-1}}
Ezzel balról szorozva
{\displaystyle \mathbf {B} =\mathbf {A} _{n}^{-1}\mathbf {A} _{n-1}^{-1}\cdots \mathbf {A} _{2}^{-1}\mathbf {A} _{1}^{-1}\mathbf {I} }
azaz
{\displaystyle \mathbf {B} =\mathbf {A} _{n}^{-1}\mathbf {A} _{n-1}^{-1}\cdots \mathbf {A} _{2}^{-1}\mathbf {A} _{1}^{-1}}
de {\displaystyle B} az inverz mátrix, így {\displaystyle \mathbf {B} =(\mathbf {A} _{1}\mathbf {A} _{2}\cdots \mathbf {A} _{n})^{-1}}
azaz
{\displaystyle (\mathbf {A} _{1}\mathbf {A} _{2}\cdots \mathbf {A} _{n})^{-1}=\mathbf {A} _{n}^{-1}\mathbf {A} _{n-1}^{-1}\cdots \mathbf {A} _{1}^{-1}}

## Invertálás

### Gauss-elimináció
A Gauss-Jordan elimináció egy algoritmus, amely használható az adott mátrix invertálhatóságának vizsgálatára, illetve hogy megtaláljuk az inverzet. Egy alternatíva az LU felbontás, amely létrehoz egy felső és egy alsó háromszögmátrixot, melyeket könnyebb invertálni. Speciális célokra {\displaystyle mn\times mn}-es mátrixokat blokkmátrixként invertálhatunk, ahol a blokkok {\displaystyle n\times n}-es mátrixok. Ehhez rekurzív eljárásokat alkalmaznak. Más méretű mátrixok felduzzaszthatóak új sorokkal és oszlopokkal. Más célokra a Newton-módszer egy fajtája használható (konkrétan amikor kapcsolódó mátrixok családjával foglalkozunk, tehát a korábbi mátrixok inverzeit használhatjuk fel későbbi mátrixok inverzeinek létrehozására).

### Analitikus módszer
Az adjungált mátrix segíthet kis mátrixok inverzének kiszámolásában, de ez a rekurzív módszer nem hatékony nagy mátrixoknál. Hogy meghatározzuk az inverzet, kiszámoljuk a mátrix adjungáltját:
{\displaystyle \mathbf {A} ^{-1}={1 \over {\begin{vmatrix}\mathbf {A} \end{vmatrix}}}\left(\mathbf {C} _{ij}\right)^{\mathrm {T} }={1 \over {\begin{vmatrix}\mathbf {A} \end{vmatrix}}}\left(\mathbf {C} _{ji}\right)={1 \over {\begin{vmatrix}\mathbf {A} \end{vmatrix}}}{\begin{pmatrix}\mathbf {C} _{11}&\mathbf {C} _{21}&\cdots &\mathbf {C} _{n1}\\\mathbf {C} _{12}&\mathbf {C} _{22}&\cdots &\mathbf {C} _{n2}\\\vdots &\vdots &\ddots &\vdots \\\mathbf {C} _{1n}&\mathbf {C} _{2n}&\cdots &\mathbf {C} _{nn}\\\end{pmatrix}}}
ahol {\displaystyle |A|} az {\displaystyle A} determinánsa, {\displaystyle C_{ij}} a mátrix adjungáltjának {\displaystyle i}-edik sorában és {\displaystyle j}-edik oszlopában levő szám, és {\displaystyle A^{\mathrm {T} }} jelöli a mátrix transzponáltját.
A legtöbb praktikus használathoz nem feltétlenül szükséges invertálni a mátrixot ahhoz, hogy megoldjuk az elsőfokú egyenlet rendszerét; de az egyértelmű megoldáshoz a mátrixnak invertálhatónak kell lennie.
A felbontási technikák, mint például az LU felbontás, sokkal gyorsabbak, mint az invertálás, és a lineáris rendszerek speciális osztályainál különféle gyors algoritmusokat is felfedeztek.
2×2-es mátrixok invertálása
A fent említett adjungáltegyenlet a következő eredményt hozza 2×2-es mátrixokra:
{\displaystyle \mathbf {A} ^{-1}={\begin{bmatrix}a&b\\c&d\end{bmatrix}}^{-1}={\frac {1}{ad-bc}}{\begin{bmatrix}\,\,\,d&\!\!-b\\-c&\,a\end{bmatrix}}}
Ez azért lehetséges, mert {\displaystyle {\frac {1}{ad-bc}}} a kérdéses mátrix determinánsának reciproka és ugyanez a stratégia használható más méretű mátrixokra is.
3×3-as mátrixok invertálása
{\displaystyle \mathbf {A} ^{-1}={\begin{bmatrix}a_{11}&a_{12}&a_{13}\\a_{21}&a_{22}&a_{23}\\a_{31}&a_{32}&a_{33}\end{bmatrix}}^{-1}={\frac {1}{det(\mathbf {A} )}}{\begin{bmatrix}a_{22}a_{33}-a_{23}a_{32}&a_{23}a_{31}-a_{21}a_{33}&a_{21}a_{32}-a_{22}a_{31}\\a_{13}a_{32}-a_{12}a_{33}&a_{11}a_{33}-a_{13}a_{31}&a_{12}a_{31}-a_{11}a_{32}\\a_{12}a_{23}-a_{13}a_{22}&a_{13}a_{21}-a_{23}a_{11}&a_{11}a_{22}-a_{12}a_{21}\\\end{bmatrix}}.}
ahol 
{\displaystyle det(\mathbf {A} )=a_{11}(a_{33}a_{22}-a_{32}a_{23})-a_{21}(a_{33}a_{12}-a_{32}a_{13})+a_{31}(a_{23}a_{12}-a_{22}a_{13})}

### Blokkos invertálás
A mátrixok invertálhatóak blokkosan is a következő inverziós formula használatával:
| {\displaystyle {\begin{bmatrix}\mathbf {A} &\mathbf {B} \\\mathbf {C} &\mathbf {D} \end{bmatrix}}^{-1}={\begin{bmatrix}\mathbf {A} ^{-1}+\mathbf {A} ^{-1}\mathbf {B} (\mathbf {D} -\mathbf {CA} ^{-1}\mathbf {B} )^{-1}\mathbf {CA} ^{-1}&-\mathbf {A} ^{-1}\mathbf {B} (\mathbf {D} -\mathbf {CA} ^{-1}\mathbf {B} )^{-1}\\-(\mathbf {D} -\mathbf {CA} ^{-1}\mathbf {B} )^{-1}\mathbf {CA} ^{-1}&(\mathbf {D} -\mathbf {CA} ^{-1}\mathbf {B} )^{-1}\end{bmatrix}}} | {\displaystyle (1)\,} |

ahol {\displaystyle A}, {\displaystyle B}, {\displaystyle C} és {\displaystyle D} tetszőleges méretű blokkok. {\displaystyle A}-nak és {\displaystyle D}-nek természetesen négyzetes mátrixnak kell lennie, hogy invertálhatóak legyenek. Ez a stratégia különösen hasznos, ha {\displaystyle A} diagonális és {\displaystyle D-CA-IB} (az {\displaystyle A} Schur-komplemense) kis mátrix, mivel ezek azok a mátrixok, melyek könnyen invertálhatók. Ezt a technikát többször is feltalálták, így Hans Bolz (1923), aki geodetikus mátrixok inverziójára használta, illetve Tadeusz Banachiewicz, aki általánosította és bebizonyította helyességét.
Az invertáló algoritmus, amely először {\displaystyle C} és {\displaystyle D}-nél működött és az (1) egyenlethez vezetett, blokkosította a mátrixot. Ehelyett ha először {\displaystyle A}-val és {\displaystyle B}-vel foglalkozunk, az eredmény
| {\displaystyle {\begin{bmatrix}\mathbf {A} &\mathbf {B} \\\mathbf {C} &\mathbf {D} \end{bmatrix}}^{-1}={\begin{bmatrix}(\mathbf {A} -\mathbf {BD} ^{-1}\mathbf {C} )^{-1}&-(\mathbf {A} -\mathbf {BD} ^{-1}\mathbf {C} )^{-1}\mathbf {BD} ^{-1}\\-\mathbf {D} ^{-1}\mathbf {C} (\mathbf {A} -\mathbf {BD} ^{-1}\mathbf {C} )^{-1}&\mathbf {D} ^{-1}+\mathbf {D} ^{-1}\mathbf {C} (\mathbf {A} -\mathbf {BD} ^{-1}\mathbf {C} )^{-1}\mathbf {BD} ^{-1}\end{bmatrix}}} | {\displaystyle (2)\,} |

Az (1) és (2) egyenletrendszert összetéve ez következik:
| {\displaystyle (\mathbf {A} -\mathbf {BD} ^{-1}\mathbf {C} )^{-1}=\mathbf {A} ^{-1}+\mathbf {A} ^{-1}\mathbf {B} (\mathbf {D} -\mathbf {CA} ^{-1}\mathbf {B} )^{-1}\mathbf {CA} ^{-1}\,} | {\displaystyle (3)\,} |

{\displaystyle (\mathbf {A} -\mathbf {BD} ^{-1}\mathbf {C} )^{-1}\mathbf {BD} ^{-1}=\mathbf {A} ^{-1}\mathbf {B} (\mathbf {D} -\mathbf {CA} ^{-1}\mathbf {B} )^{-1}\,}
{\displaystyle \mathbf {D} ^{-1}\mathbf {C} (\mathbf {A} -\mathbf {BD} ^{-1}\mathbf {C} )^{-1}=(\mathbf {D} -\mathbf {CA} ^{-1}\mathbf {B} )^{-1}\mathbf {CA} ^{-1}\,}
{\displaystyle \mathbf {D} ^{-1}+\mathbf {D} ^{-1}\mathbf {C} (\mathbf {A} -\mathbf {BD} ^{-1}\mathbf {C} )^{-1}\mathbf {BD} ^{-1}=(\mathbf {D} -\mathbf {CA} ^{-1}\mathbf {B} )^{-1}\,}
ahol a (3) egyenlet a mátrixinverziós lemma, amely egyenértékű a binomiális inverzió tételével.
A mátrixinverziós lemma bizonyítása
Először szorozzuk meg a (3) egyenlet  RHS-ét  az LHS inverzével, hogy megkapjuk
{\displaystyle \mathbf {I} =\mathbf {I} -\mathbf {BD} ^{-1}\mathbf {CA} ^{-1}+\left(\mathbf {A} -\mathbf {BD} ^{-1}\mathbf {C} \right)\left(\mathbf {A} ^{-1}\mathbf {B} \right)\left(\mathbf {D} -\mathbf {CA} ^{-1}\mathbf {B} \right)^{-1}\mathbf {CA} ^{-1}}
{\displaystyle {\begin{aligned}&\left(\mathbf {A} -\mathbf {BD} ^{-1}\mathbf {C} \right)\left(\mathbf {A} ^{-1}\mathbf {B} \right)\left(\mathbf {D} -\mathbf {CA} ^{-1}\mathbf {B} \right)^{-1}\mathbf {C} \mathbf {A} ^{-1}\\=&\left(\mathbf {B} -\mathbf {BD} ^{-1}\mathbf {CA} ^{-1}\mathbf {B} \right)\left(\mathbf {D} -\mathbf {CA} ^{-1}\mathbf {B} \right)^{-1}\mathbf {C} \mathbf {A} ^{-1}\\=&\mathbf {B} \underbrace {\left(\mathbf {I} -\mathbf {D} ^{-1}\mathbf {CA} ^{-1}\mathbf {B} \right)\left(\mathbf {D} -\mathbf {CA} ^{-1}\mathbf {B} \right)^{-1}} _{\mathbf {P} \mathbf {C} \mathbf {A} ^{-1}}\end{aligned}}}
Jegyezzük, hogy ha meg tudjuk mutatni, hogy  {\displaystyle \mathbf {P} =\mathbf {D} ^{-1}}, akkor a {\displaystyle \mathbf {B} \mathbf {D} ^{-1}\mathbf {C} \mathbf {A} ^{-1}}, term kiesik. Tovább egyszerűsítve
{\displaystyle \left(\mathbf {I} -\mathbf {D} ^{-1}\mathbf {CA} ^{-1}\mathbf {B} \right)\left(\mathbf {D} -\mathbf {CA} ^{-1}\mathbf {B} \right)^{-1}=\mathbf {D} ^{-1}\left(\mathbf {D} -\mathbf {CA} ^{-1}\mathbf {B} \right)\left(\mathbf {D} -\mathbf {CA} ^{-1}\mathbf {B} \right)^{-1}=\mathbf {D} ^{-1}}
Megmutattuk, hogy {\displaystyle \mathbf {P} } egyenlő {\displaystyle \mathbf {D} ^{-1}}. A {\displaystyle \mathbf {B} \mathbf {D} ^{-1}\mathbf {C} \mathbf {A} ^{-1}} term törlése után csak egy identitásmátrix maradt és a bizonyítás befejeződött.

## A mátrix inverzének deriváltja
Függjön az {\displaystyle A} mátrix a {\displaystyle t} paramétertől. Ekkor {\displaystyle A} inverzének {\displaystyle t} szerinti deriváltja
{\displaystyle {\frac {\mathrm {d} \mathbf {A} ^{-1}}{\mathrm {d} t}}=-\mathbf {A} ^{-1}{\frac {\mathrm {d} \mathbf {A} }{\mathrm {d} t}}\mathbf {A} ^{-1}.}
Ez a formula az
{\displaystyle \mathbf {A} ^{-1}\mathbf {A} =\mathbf {I} }
azonosság deriválásával bizonyítható.

## Mátrixinvertálás valós időben
A mátrixinvertálás fontos szerepet játszik a komputergrafikában, különösen a háromdimenziós grafikák renderelésében és a háromdimenziós szimulációban. Rendszerint 3×3-as és 4×4-es mátrixok inverzére van szükség. Az invertálás lassabb, mint a mátrixszorzás és a forgatómátrixok előállítása. Assembly nyelvű rutinok és SIMD processzorkiterjesztések célozzák meg a problémát.